# 蘭納河 (多瑙河支流)
48°28′27″N 13°46′33.5″E / 48.47417°N 13.775972°E

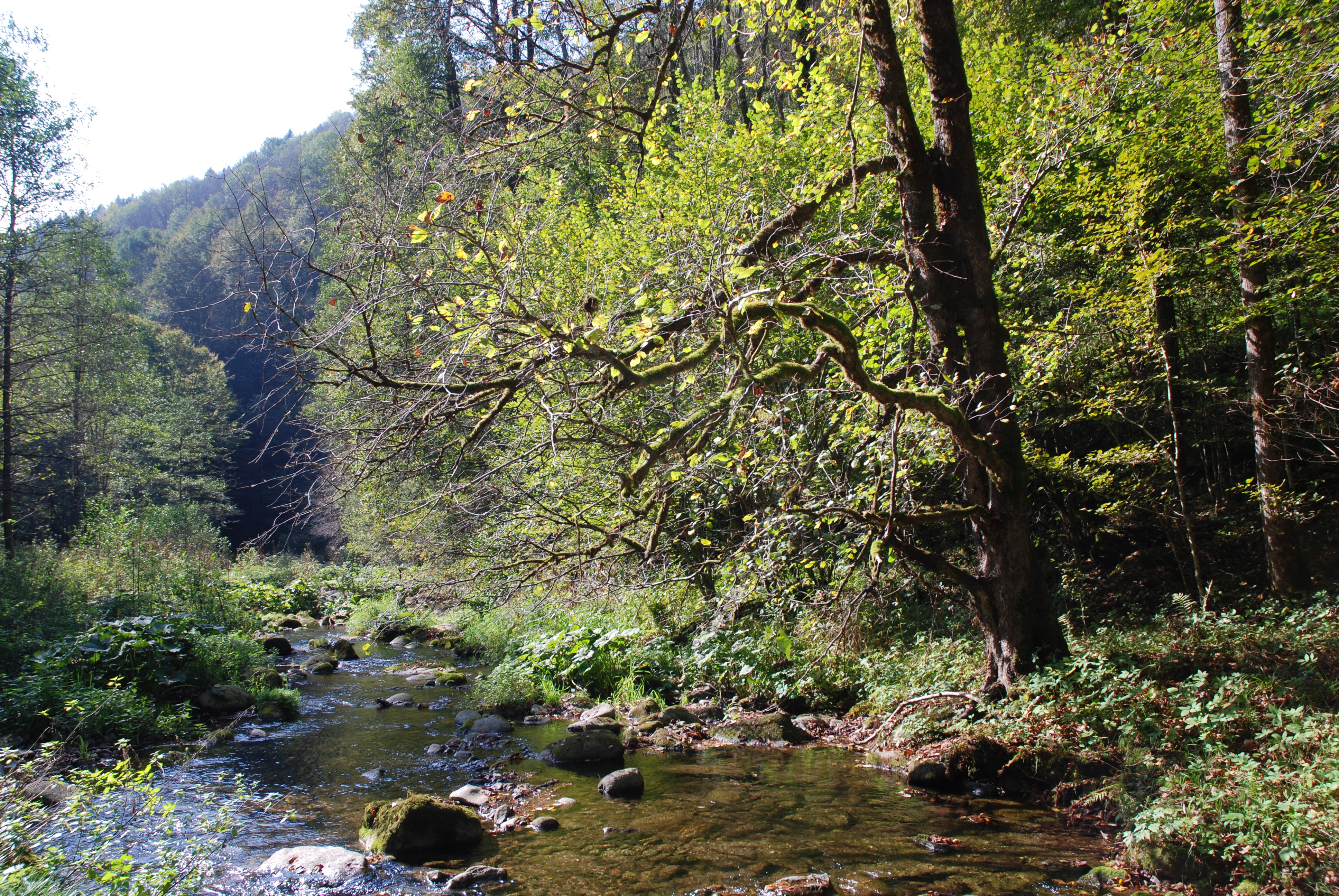

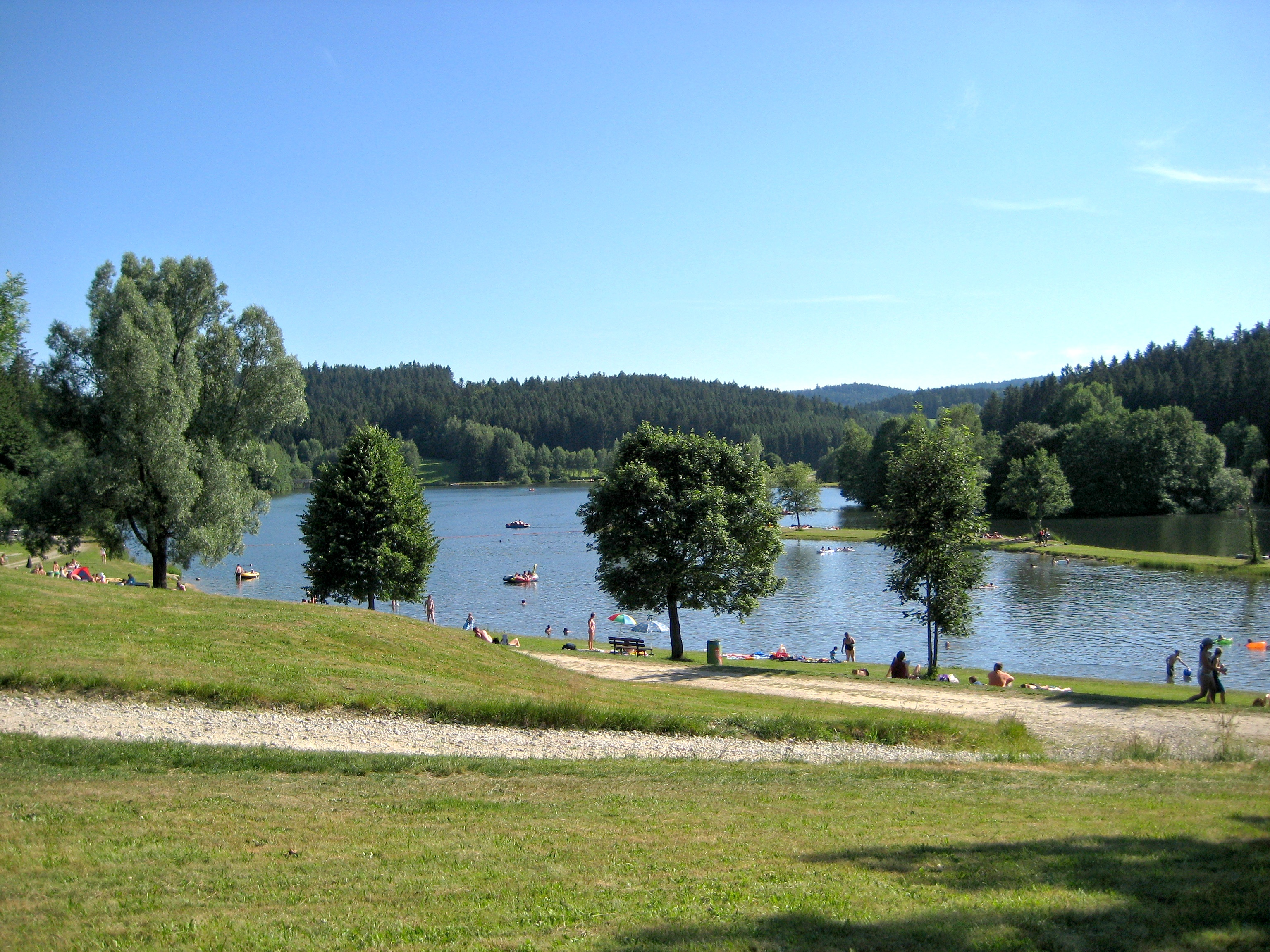

蘭納河（德語：Ranna），是中歐的河流，流經德國和奧地利，屬於多瑙河的左支流，發源自松嫩東南面，河道全長28.2公里，河口處在米爾地區普法爾基興。